# Hallein (kotar)
Hallein (prethodno Tennengau) jedan je od 94 austrijskih kotara od 61 660 stanovnika.

## Zemljopisne karakteristike
Hallein leži u Saveznoj državi Salzburg, na sjeveru graniči sa kotarom Salzburg-Umgebung i na jugu kotarom Sankt Johann im Pongau.
Teritorij današnjeg okruga poklapa se s nekadašnjim kotarom Tennengau.

## Administrativna podjela kotara
Administrativni centar okruga je grad Hallein
Hallein je administrativno podijeljen na 13 općina od kojih jedna ima status grada, a njih 4 trgovišta.

### Gradovi
- Hallein

### Trgovišta
- Abtenau
- Golling an der Salzach
- Kuchl
- Oberalm

### Općine
- Adnet
- Annaberg-Lungötz
- Bad Vigaun
- Krispl
- Puch bei Hallein
- Rußbach am Paß Gschütt
- St. Koloman
- Scheffau am Tennengebirge

## Vanjske poveznice
- Službena stranica kotara Hallein (njem.)